# Ford FT-B
Ford FT-B (также Ford Tf-c и Model 1920) — польский лёгкий бронеавтомобиль периода советско-польской войны 1920—1921 годов. Первый образец бронетехники, разработанный и построенный в Польше. Создан на базе американского легкового автомобиля Ford Model T. Отличался крайне малыми размерами. Во второй половине 1920 года было выпущено 16 или 17 экземпляров бронеавтомобиля, применявшихся частями Войска Польского при обороне Варшавы и в последующих операциях войны. Отдельные экземпляры состояли на вооружении польской армии вплоть до 1931 года.

## История создания
Бронеавтомобиль Ford FT-B, также известный под обозначениями Ford Tf-c и «модель 1920 года» (пол. Model 1920), можно считать первым образцом бронетехники, построенным в Польше. Создателем бронеавтомобиля был инженер Тадеуш Танский (пол. Tadeusz Tański, в ряде источников, не совсем корректно, Тацкий), впоследствии — конструктор первых польских автомобилей CWS T-1. 12 июня 1920 года представленный им проект получил одобрение военных. Строить бронированные «Форды» было решено на Варшавском заводе «Герлах и Пульст», который в тот период также выпускал вагоны для бронепоездов. Прототип бронеавтомобиля был построен в июне 1920 года всего за две недели. Всего же с июня по сентябрь 1920 года было выпущено около 17 бронеавтомобилей Ford FT-B.
Надо сказать, что попытки постройки лёгких бронеавтомобилей для разведки и связи на базе легкового автомобиля Ford Model T имели место в Великобритании ещё в период Первой мировой войны, однако получившийся в итоге броневик был в целом достаточно неудачен — шасси было плохо приспособлено для ведения боевых действий, и машина имела, по сути, больше недостатков, чем преимуществ. На вооружение британской армии броневик так и не был принят, поскольку в условиях позиционной войны на Западном фронте столь посредственная бронемашина была бы попросту бесполезна. В итоге, проект броневика был частично модернизирован, и несколько бронемашин Ford 1916 были построены специально для отправлявшегося в Россию Английского бронедивизиона, где использовались в качестве вспомогательных и связных бронеавтомобилей. Отсюда информация о них вполне могла дойти и до Тадеуша Таньского, который, вероятно, учёл её при проектировании собственного броневика на базе шасси Ford T.

## Описание конструкции
Бронеавтомобиль производился на шасси легкового автомобиля американского производства Ford Model T, которое было несколько модифицировано и усилено поляками. На шасси устанавливался бронекорпус простейших коробчатых очертаний, монтировавшийся на прямоугольной раме. Использовалась листовая броневая сталь толщиной 8 мм, которой в ходе Первой мировой войны защищались траншеи немецкой пехоты. Бронирование крыш корпуса и башни составляло 3 мм. Таким образом, бронекорпус обеспечивал приемлемую защиту экипажа из двух человек (командир-стрелок и водитель) от огня стрелкового оружия и осколков снарядов на дистанциях до 50 шагов. На крыше корпуса, ближе к корме, размещалась полностью закрытая пулемётная башня кругового вращения. Для посадки и высадки экипажа служили два люка-дверцы в бортах корпуса (открывавшихся в сторону кормы), а также люки в крышах корпуса и башни. В бортовых дверцах, а также в бортах и корме корпуса, имелись лючки для стрельбы из личного оружия, закрываемые бронекрышками.
В передней части корпуса размещалось моторное отделение с «родным» четырёхцилиндровым двигателем «Ford T» рабочим объёмом 2,9 л (2893 см³), который развивал максимальную мощность 22,5 л.с. (16,55 кВт). Этого было достаточно, чтобы обеспечить бронеавтомобилю максимальную скорость движения по дорогам с твёрдым покрытием 50 км/ч. Радиатор защищался двустворчатой бронедверцей с регулируемым положением створок. Планетарная коробка передач также была оригинальной и обеспечивала две скорости вперёд и одну назад. Колёсная формула — 4 × 2, с приводом на заднюю ось.
Сразу за моторным отделением в установленном прямо на днище кресле располагался водитель машины. Для наблюдения за дорогой он располагал большим откидным люком прямоугольной формы в лобовом листе корпуса, закрывавшемся в бою бронекрышкой. Оставшееся пространство занимало боевое отделение, на крыше которого размещалась вращающаяся башня трапециевидной формы с закруглённой кормовой частью. В башне монтировалось вооружение бронеавтомобиля — 7,92-мм пулемёт «Максим» в его польской (Wz.05/s) или немецкой (MG-08) модификациях. Боекомплект составлял 1250 патронов в патронных лентах. В корпусе машины, на кормовом броневом листе, размещалось запасное колесо.
Подвеска — на полуэллиптических поперечных рессорах. Колёса — деревянные спицованные, с шинами 30-3,5, заполненными пористой резиновой массой. Крылья над колёсами отсутствовали.
Для движения в тёмное время суток бронеавтомобиль располагал фарой, монтировавшейся на лобовом листе корпуса справа от смотрового люка водителя. В верхней части кормы устанавливался кормовой фонарь. На бортах предусматривался крепёж под топор и кирку.

## Окраска и маркировка
Бронеавтомобили Ford FT-B окрашивались в нехарактерный для того времени камуфляж «японского типа»: участки ярких жёлто-песочного, тёмно-зелёного и тёмно-коричневого цветов с тонкой чёрной обводкой по границам. Броневики маркировались белым трёх- или четырёхзначным номером в соответствии с нумерацией техники части, также наносился знак Войска Польского в виде красно-белого щита с жёлтой обводкой. Многие бронеавтомобили имели имена собственные — «Комар», «Овод», «Оса» и т.п. — наносимые белой краской на бортах. Использование имён насекомых объяснялось, вероятно, малыми размерами броневика и характерным жужжанием двигателя.

## Модификации
В 1921 году Тадеуш Таньский предложил построить ещё 30 бронеавтомобилей Ford FT-B улучшенной конструкции, предусматривавшей, среди прочего, круглую башню увеличенных размеров, однако его предложение не нашло поддержки военных.

## Служба и боевое применение
К моменту появления бронеавтомобилей Ford FT-B, Польша уже год воевала с Советской Россией, и Красная армия уже подступала к Варшаве. Столь плачевное положение сложилось несмотря на то, что в начале войны бронетанковый парк польской армии значительно превосходил имевшийся в распоряжении РККА. Помимо захваченных русских бронеавтомобилей Остин и Остин-Путиловец, Фиат-Ижорский, Гарфорд-Путилов и Джеффри-Поплавко, поляки закупили во Франции 120 танков. РККА же располагала лишь парой десятков броневиков. Однако летом 1920 года 1-я конная армия буквально уничтожила польский фронт, вынудив противника к отступлению. Танки и бронеавтомобили поляков оказались почти бессильны против огромных масс конницы, охватывавшей их фланги, а часть техники вообще попала в окружение. Осаждённая столица осталась практически без бронетехники. В этих условиях каждая бронемашина была на вес золота. Поступавшие с завода «Форды» сразу же отправлялись на фронт: в начале июля 1920 года 8-я кавалерийская бригада Войска польского, прикрывавшая отступление своих частей в районе Остроленки и Пултуска, получили две первых бронемашины, 4 августа — ещё четыре.
В составе 1-й автобронеколонны «Форды» FT-B принимали участие в 160-километровом рейде на Ковель, в ходе которого город, являвшийся крупным железнодорожным узлом, был захвачен и удерживался до подхода основных сил. Рейд принёс богатые военные трофеи. Три «Форда» в ходе этой операции получили повреждения.
После окончания советско-польской войны в строю осталось 12 броневиков Ford FT-B, большинство из которых в 1920-х годах находилось в составе дислоцированного в Варшаве 3-го бронедивизиона Войска Польского. Последний бронеавтомобиль этого типа был списан с вооружения в 1931 году за крайней технической изношенностью, хотя ряд источников утверждает, что единичные машины этого типа, якобы сохранившиеся на военных складах, использовались польской армией в ходе «Сентябрьской кампании» 1939 года.

## Оценка машины

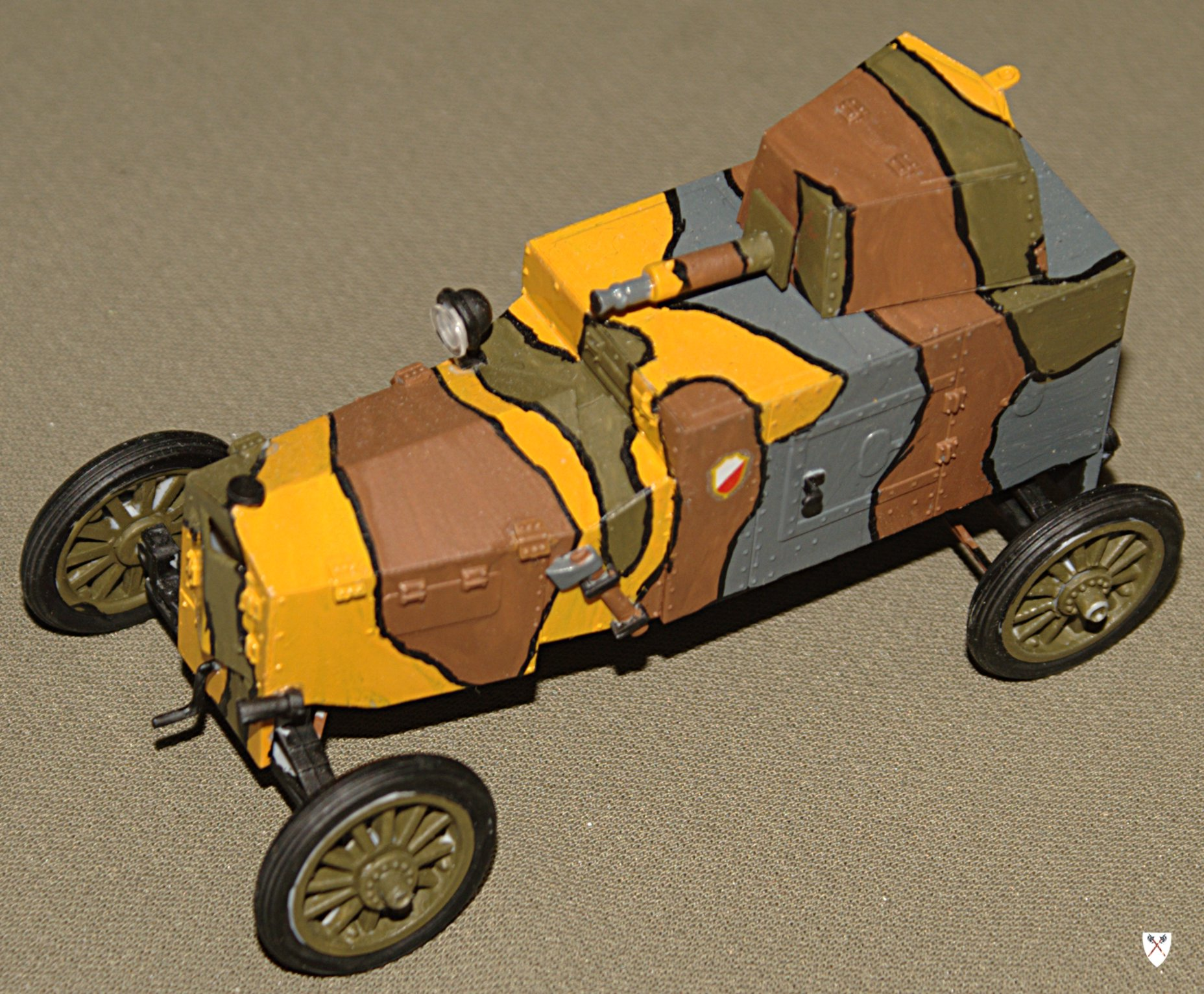
Модель бронеавтомобиля Ford FT-B в масштабе 1:35

В целом, для своего времени бронеавтомобиль Ford FT-B был достаточно средним бронеавтомобилем, имевшим как достоинства, так и серьёзные недостатки. К первым относились высокая скорость, хорошая манёвренность и простота обслуживания бронеавтомобиля. Бронирование и вооружение машин было вполне удовлетворительным для данного класса бронетехники. Важным достоинством являлись малые размеры бронеавтомобиля, благодаря которым он представлял собой плохую мишень и мог быть легко укрыт в засаде. Советские бронеавтомобили тех лет, тот же «Остин» Путиловского завода, по метрическим размерам были почти вдвое крупнее. Правда, за малые размеры пришлось платить невероятной теснотой внутри бронеавтомобиля, трудностью посадки-высадки и общим неудобством работы экипажа. Также из недостатков в войсках отмечалась «некоторая капризность» ходовой части бронеавтомобиля. Серьёзным недостатком считался также быстрый перегрев двигателя при движении с закрытыми дверцами радиатора. 
К числу немаловажных достоинств относилась также крайне низкая цена машины. Так, закупка одного Ford FT-B обходилась польской казне в 638578 польских марок, в то время как закупка одного французского бронеавтомобиле Peugot - в 97666 франков, что по курсу составляло 6455956 польских марок.

### На русском языке
- Холявский, Геннадий. Энциклопедия Бронетанкового Вооружения и Техники. Колесные и полугусеничные бронеавтомобили. — Харверст, 2004. — 656 с. — ISBN 985-13-1765-9.

### На польском языке
- Janusz Magnuski, «Samochody pancerne Wojska Polskiego 1918—1939», WiS; Warszawa 1993
- Jan Tarczyński, K. Barbarski, A. Jońca, «Pojazdy w Wojsku Polskim — Polish Army Vehicles — 1918—1939»; Ajaks; Pruszków 1995
- Piotr Zarzycki, «Improwizowany samochód pancerny FT-B Model 1920»; Młody Technik 11/1988
- Janusz Magnuski, «Samochód pancerny Ford»; MMG, Warszawa 1990